# Stefan Kühlhorn
Stefan Kühlhorn (* 7. Dezember 1961) ist ein ehemaliger deutscher Fußballspieler.

## Karriere
Kühlhorn begann seine Karriere bei den Sportfreunden Sennestadt und wechselte 1978 zu Arminia Bielefeld. Zur Saison 1979/80 wechselte er in die Profimannschaft der Arminia. Sein Debüt gab er am 31. Spieltag beim 5:0-Sieg gegen die SG Wattenscheid 09. Trainer Hans-Dieter Tippenhauer wechselte Kühlhorn in der 76. Spielminute ein. Zum Saisonende wurde die Arminia mit 12 Punkten Vorsprung auf Rot-Weiss Essen Meister in der Nordstaffel. Kühlhorn blieb bei der Arminia und stieg somit in die Bundesliga auf. In der Bundesliga spielte er mit der Arminia bis zum Ende der Saison 1984/85. Am Ende der Saison stand die Arminia auf dem Relegationsplatz und musste gegen den 1. FC Saarbrücken um den Klassenerhalt kämpfen. Saarbrücken setzte sich durch und die Arminia spielte in der Folgesaison in der 2. Liga. Nach 45 Bundesliga- und einem Zweitligaspiel trennten sich die Wege von Kühlhorn und der Arminia.

## Erfolge
- Meister in der 2. Bundesliga: 1980